# مارک میله‌کامپس
مارک میله‌کامپس (هلندی: Marc Millecamps؛ زادهٔ ۹ اکتبر ۱۹۵۰) بازیکن و مربی فوتبال اهل بلژیک بود.
از باشگاه‌هایی که در آن بازی کرده‌است می‌توان به باشگاه فوتبال زولته وارخم اشاره کرد.
وی همچنین در تیم ملی فوتبال بلژیک بازی کرده‌است.